# Ser
Ser es el más general de los términos. Con la palabra «ser» se intenta abarcar el ámbito de lo real en sentido ontológico general, esto es, la realidad por antonomasia, en su sentido más amplio: «realidad radical». El Ser es, por lo tanto, un trascendental, aquello que trasciende y rebasa todos los entes sin ser él mismo un ente, es decir, sin que ningún ente, por muy amplio que sea y se presente, lo agote. Dicho de otro modo: el Ser desborda y supera dialécticamente el mundo de las formas, el mundus asdpectabilis, trasladándose en otro contexto, «más allá del horizonte de las formas», más allá de toda la "morfología cósmica".
La pregunta por el ser no corresponde solamente a Occidente: ya los filósofos antiguos de China desarrollaron independientemente posiciones acerca del ser.  Laozi en el siglo VI a. C. hace la distinción entre ser y no-ser. Luego, las escuelas neo-taoístas (Wang Bi, Guo Xiang, etc.) harán prevalecer el no-ser sobre el ser.
La tradición distingue dos tipos de enfoques distintos al concepto de ser:
- Concepto unívoco de ser: «ser» es la característica más general de diferentes cosas (llamadas entes o entidades), aquello que sigue siendo igual a todos los entes, después de que se han eliminado todas las características individuales a los entes particulares, esto es: el hecho de que «sean», esto es, el hecho de que a todas ellas les corresponda «ser» (cfr. diferencia ontológica). Este concepto de «ser» es la base de la «metafísica de las esencias». Lo opuesto al «ser» viene a ser en este caso la «esencia», a la cual simplemente se le agrega la existencia. En cierto sentido no se diferencia ya mucho del concepto de la nada. Un ejemplo de ello lo dan ciertos textos de la filosofía temprana de Tomás de Aquino (De ente et essentia).
- Concepto analógico del ser: el «ser» viene a ser aquello que se le puede atribuir a «todo», aunque de distintas maneras (analogía entis). El ser es aquello, en lo que los diferentes objetos coinciden y en lo que, a su vez, se distinguen. Este enfoque del ser es la base de una metafísica (dialéctica) del ser. El concepto opuesto a ser, es aquí la nada, ya que nada puede estar fuera del ser. La filosofía madura de Tomás de Aquino nos brinda un ejemplo de esta comprensión de «ser» (Summa theologica)

## Esquemas filosóficos
Generalmente se ha considerado al término «ser» como un sinónimo de entidad o de ente, en tanto que sería una cosa que posee existencia y autonomía.
Las anomalías del verbo «ser» fueron notados por los gramáticos de fines del siglo XVII y principios del siglo XVIII, quienes determinaron que «ser» debe entenderse como infinitivo que expresa el acto de ser, y que diferenciaron de aquello que es, que llamaron «ente» a su vez el participio presente «ente» (en latín «ens»). Esta distinción se observó principalmente en el contexto académico.
- Parménides lo describe como lo que hay o existe, en general. Todo lo opuesto a la nada
- Según Platón es propiamente la idea, siendo esta: inmaterial, absoluta, perfecta, eterna e inmutable.
- Según Aristóteles el ser como sustancia, compuesta de materia y forma; las cuales están unidas inseparablemente.
- Según Martin Heidegger, esto es uno de los mayores errores en la historia de la Filosofía. En efecto, este filósofo define a la Metafísica como el olvido del ser.
- Según Wang Bi, el no ser se identifica con el Tao, por lo que se lo considera el origen de todas las cosas, en particular el Ser.
- Según Guo Xiang, el Ser no puede nunca transformarse en no-Ser, por lo que el Ser ha existido desde siempre. En este caso, se establece una distinción tajante entre ellos, al modo de Parménides.
- Según Yehuda Ribco el Ser se encuentra compuesto por lo que en su tradición comprende la multidimensionalidad.  Siendo el Ser compuesto por cinco planos en esta existencia (Físico, emocional, psicológico, social y el compuesto de todos: espiritual) Todos ellos con su vital importancia, es decir que si uno de ellos anda mal, los demás podrían entrar en conflicto.

Considerando los distintos puntos filosóficos, se puede observar cómo Aristóteles establece la base en el propio conocimiento, que al ser expresado, se organizan por predicados que se divulgan desde un sujeto con su significado propio como concepto por intuición de lo real, como un atributo del sujeto de la oración. Otras ideas entienden esto como que el ser se predica por analogía, siendo su predicación propia lo que le corresponde a la sustancia primera que únicamente puede realizar la función de sujeto de la oración y, secundariamente por analogía puede predicarse a los accidentes. Sustancia y accidentes constituyen los contenidos que se pueden predicar del ser, según las categorías.

## Contrastes
Para comprender el concepto de ser es necesario contraponerlo con el concepto de ente (o cosa que es). En efecto, «ser es siempre el ser de un ente» (Cf. Ser y tiempo), pues no hay seres por sí solos, sino que el ser se da siempre en un ente que es. Pensemos, por ejemplo, que una persona (un ente) puede ser muchas cosas: puede ser un profesor, puede ser un sacerdote, puede ser un hijo... y todo se remite al mismo ente, por esto es que ser y ente no son lo mismo.
Entonces podemos concluir que ser hace referencia a los modos que tiene el ente de darse en el mundo. De ahí que Aristóteles dijera en su Metafísica (Libro VII) que «ser se dice de muchas maneras».

## Ser y categorías
En el libro VI de la Metafísica, Aristóteles afirma que ser se dice de muchas maneras: se dice de acuerdo con las categorías (que son la entidad, el lugar, el tiempo, el padecimiento, entre otras), pero también se dice del accidente, del acto, de la potencia, de la verdad y de la falsedad (que vendría siendo no-ser).
Posteriormente, este filósofo va a considerar que debido a esa multiplicidad de sentidos, no se puede preguntar «¿qué es ser?», pues debemos precisar bien el término por el que preguntamos y, si hay una ciencia que estudie el ser, cuál es el objeto que estudia. Entonces, Aristóteles observa (Libro VII) que todos los sentidos en los que se dice ser están referidos a la sustancia, que es fundamento de todo. En efecto, de la substancia décimos que está en tal lugar, que tiene tal color, que padece tal cosa, y todo lo décimos que es o bien es una entidad o bien está referido directamente a ella. Por eso, Aristóteles propone que en vez de preguntarnos por qué es el ser, debemos preguntarnos por qué es la entidad.

### El olvido del ser en la metafísica
No obstante, después de Aristóteles el ser cayó en el olvido, según Martin Heidegger. El término «olvido del ser» es usado por este filósofo para explicar que, en la historia de la metafísica posterior a Aristóteles, ser y entidad se confundieron, pues se los tomaba como sinónimos, por lo que, en efecto, el ser se olvidó. El problema de considerar al ser como una entidad más (o incluso como la entidad: como Dios) es que lo cosifica, esto es, se lo toma como una cosa, cuando el ser, precisamente, no es una cosa. Así pues, nunca se lo estudió correctamente, lo cual llevó a equívocos. Pensemos que, por ejemplo, el correr no es una cosa, sino una acción, y que sería muy equivocado tomarlo como una entidad. Lo mismo pasa con el ser.

## Esquemas lingüísticos
Ahora bien, ¿qué se debe entender entonces por ser? Ser es, ante todo, lo que se expresa mediante el modo infinitivo de un verbo; el verbo que designa aquello que hace que todas las cosas sean, y sean lo que son, pero él mismo, por ser infinito y no tener límites es un horizonte pero no es ningún ente, no es alguna cosa. Además, según el mismo Heidegger, ser es tiempo, precisamente porque las cosas que son no permanecen, sino que se dan en un horizonte temporal.

## Dinámica de sistemas
Ser, desde el punto de vista de la dinámica de sistemas, es el objeto (del latín obiectus) con el potencial de evaluar ante transacciones de cargas entre el medio y el sistema para asentarse a sí mismo. Esta interacción puede realimentar la organización de tal manera que dota de capacidades auto-adaptativas al sistema hacia el equilibrio, asignándosele categoría de entre bueno y malo. (véase también autopoiesis)